# Lilásvörös csiperke
A lilásvörös csiperke (Agaricus porphyrizon) a csiperkefélék családjába tartozó, Európában honos, lomberdőkben, ligetekben élő, ehető gombafaj.

## Megjelenése
A lilásvörös csiperke kalapja 4-10 (12) cm széles, fiatalon félgömb alakú, majd domborúan, idősen majdnem laposan kiterülő, középen kissé beeélyedhet. Felszíne sugarasan szálas. Alapszíne fehéres vagy krémsárgás, rajta élénk rézvörös, szürkés-rózsás pikkelyekkel; idősen nagyrészt fehéres, csak a közepén marad rézvörös, sárgás, a széle csak ritkásan pikkelyes.
Húsa vastag, színe fehér, sérülésre kissé sárgul. Szaga keserűmandulára, esetleg ánizsra emlékeztet, íze kellemes.
Sűrű lemezei szabadon állók. Színük fiatalon szürkésfehér, majd szürkés rózsaszínűek, szürkésvörösesek lesznek, idősen szinte feketés vörösbarnára sötétednek. Élük finoman fűrészes.
Tönkje 3–7 cm magas és 0,5–1 cm vastag. Alakja lefelé vastagodó, bunkós. Színe fehér vagy krémsárgás, a tövénél sárgás, narancssárgás lehet, főleg nyomásra. Gallérja lelógó, gyenge hamar szétszakadozhat, szintén sárguló.
Spórapora bíborbarna. Spórája tojásdad, mérete 4,5-5,5 x 3-4 µm.

### Hasonló fajok
Az apró csiperke, esetleg az erdei csiperke hasonlíthat hozzá.

## Elterjedése és termőhelye
Európában honos. Magyarországon nem gyakori.  
Lomberdőkben, ligetekben, parkokban él, inkább a nyitottabb, napos, meleg tisztásokon. Nyáron és kora ősszel terem. 

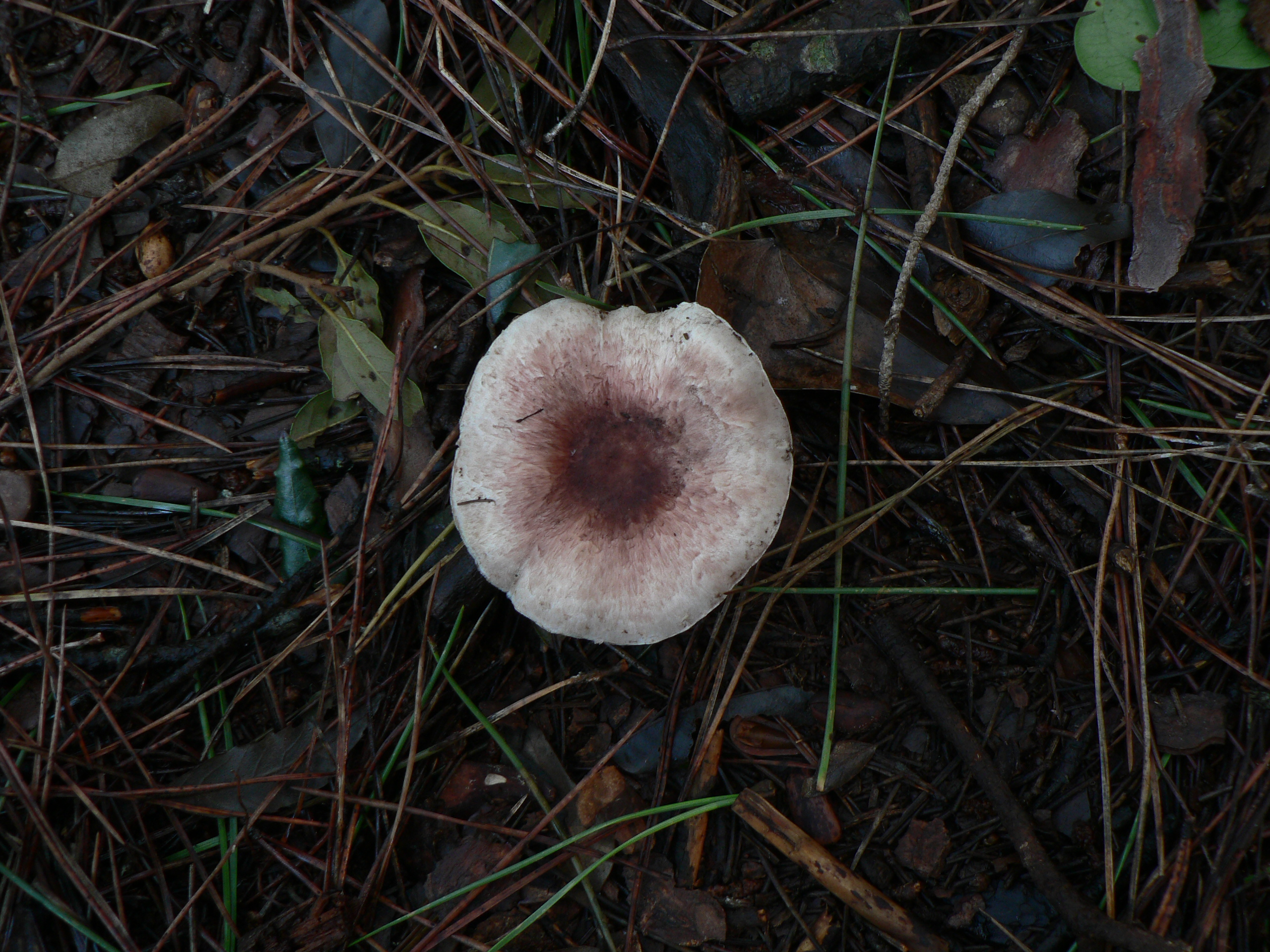
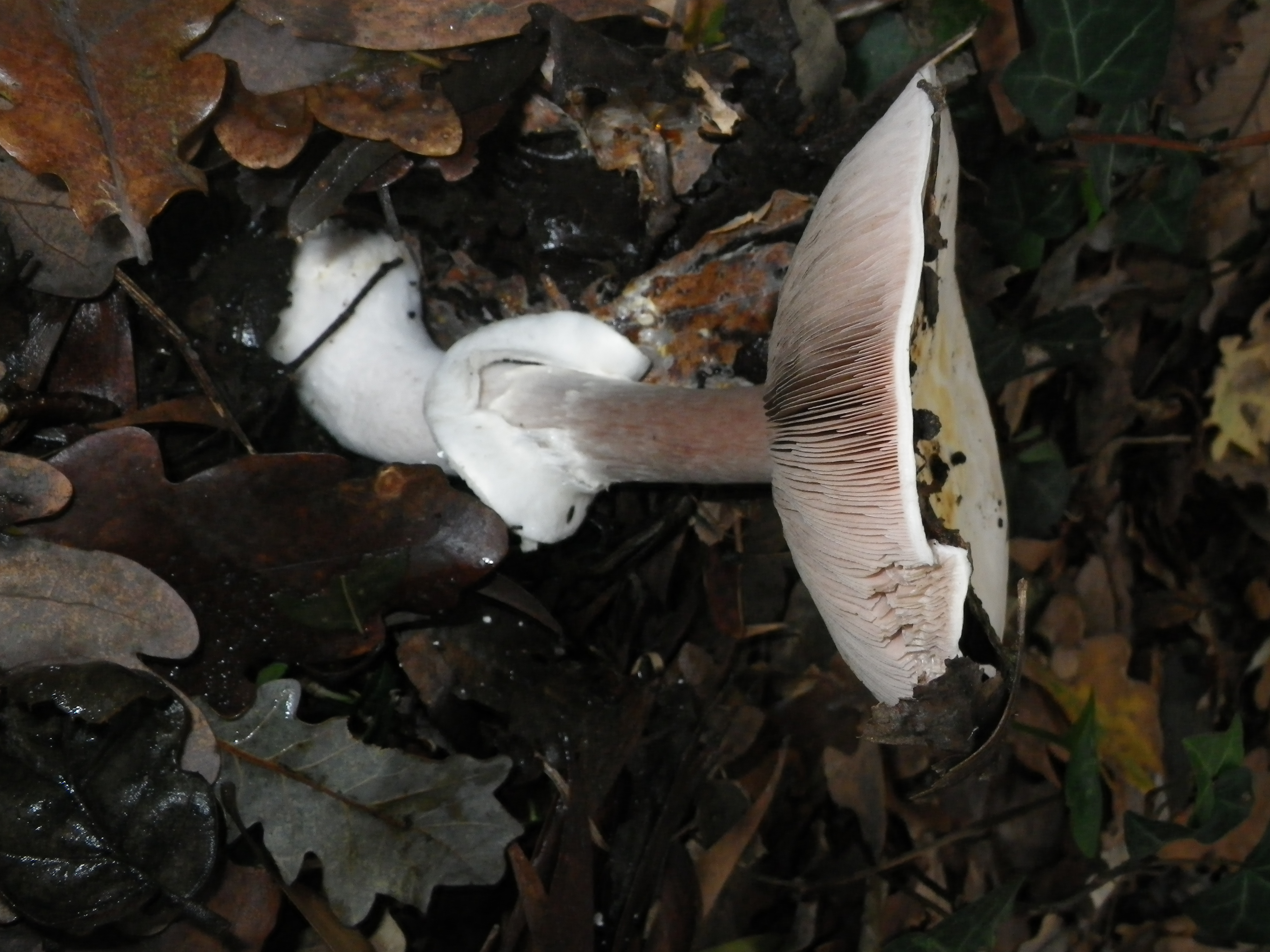
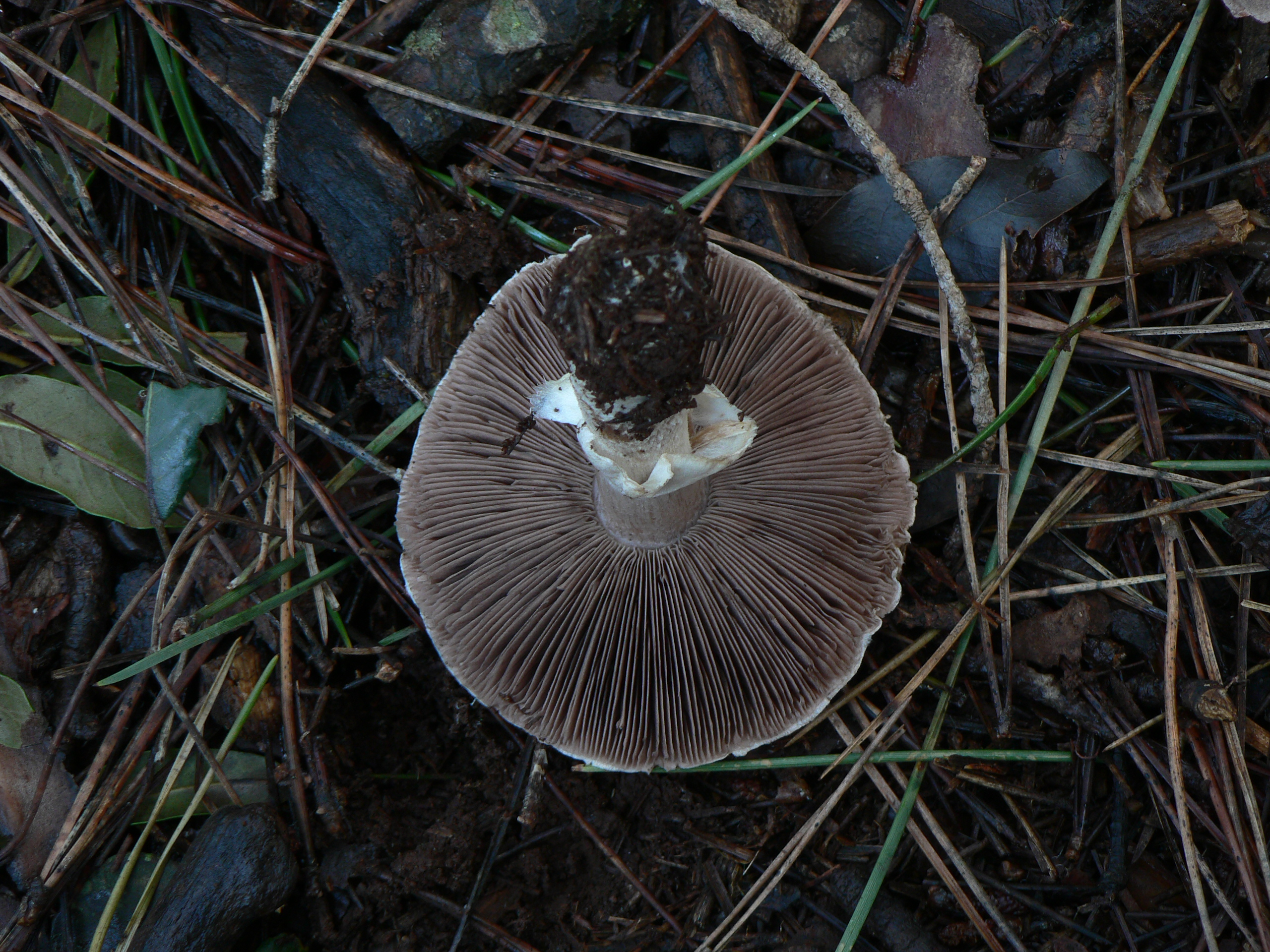
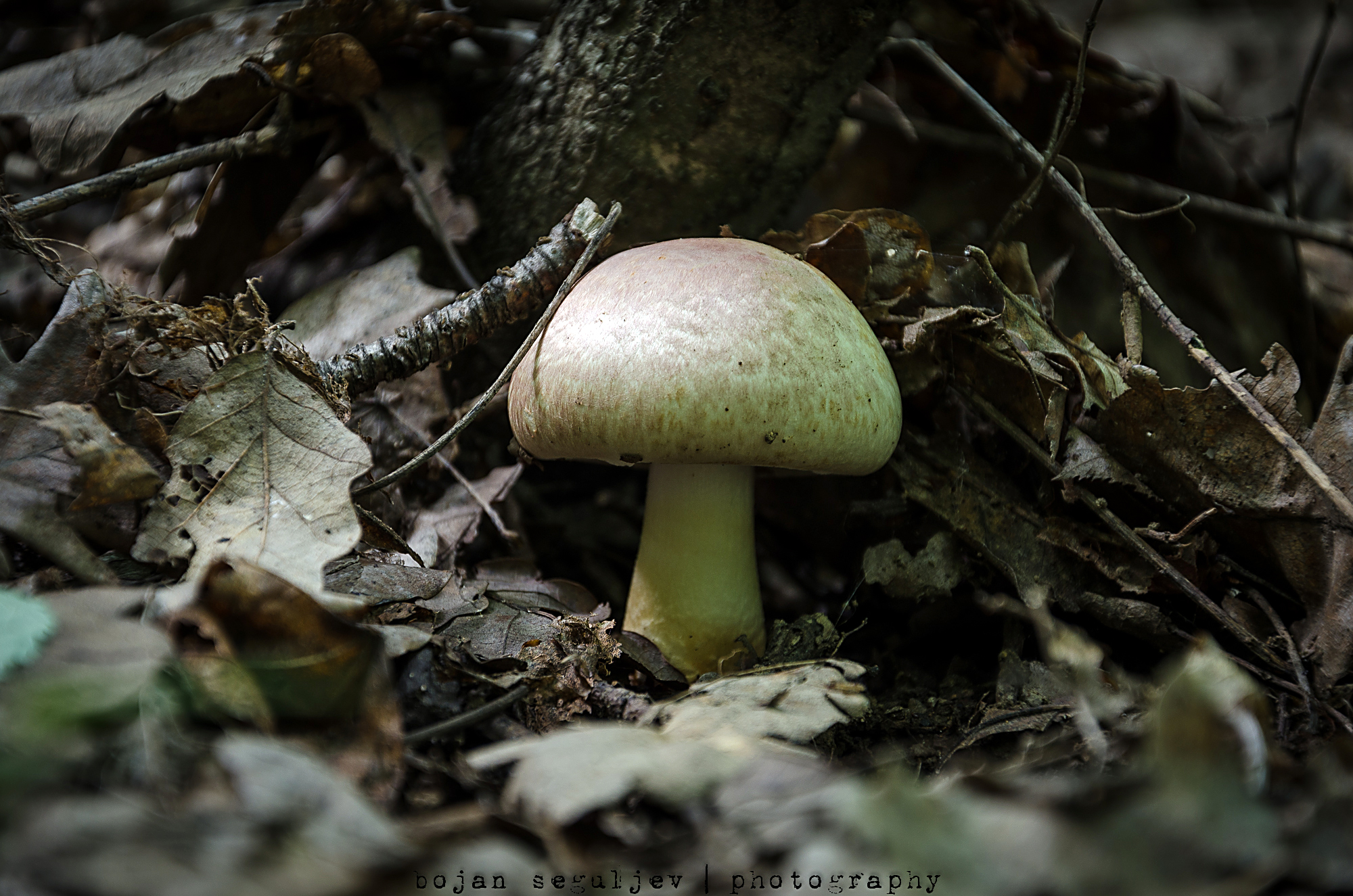
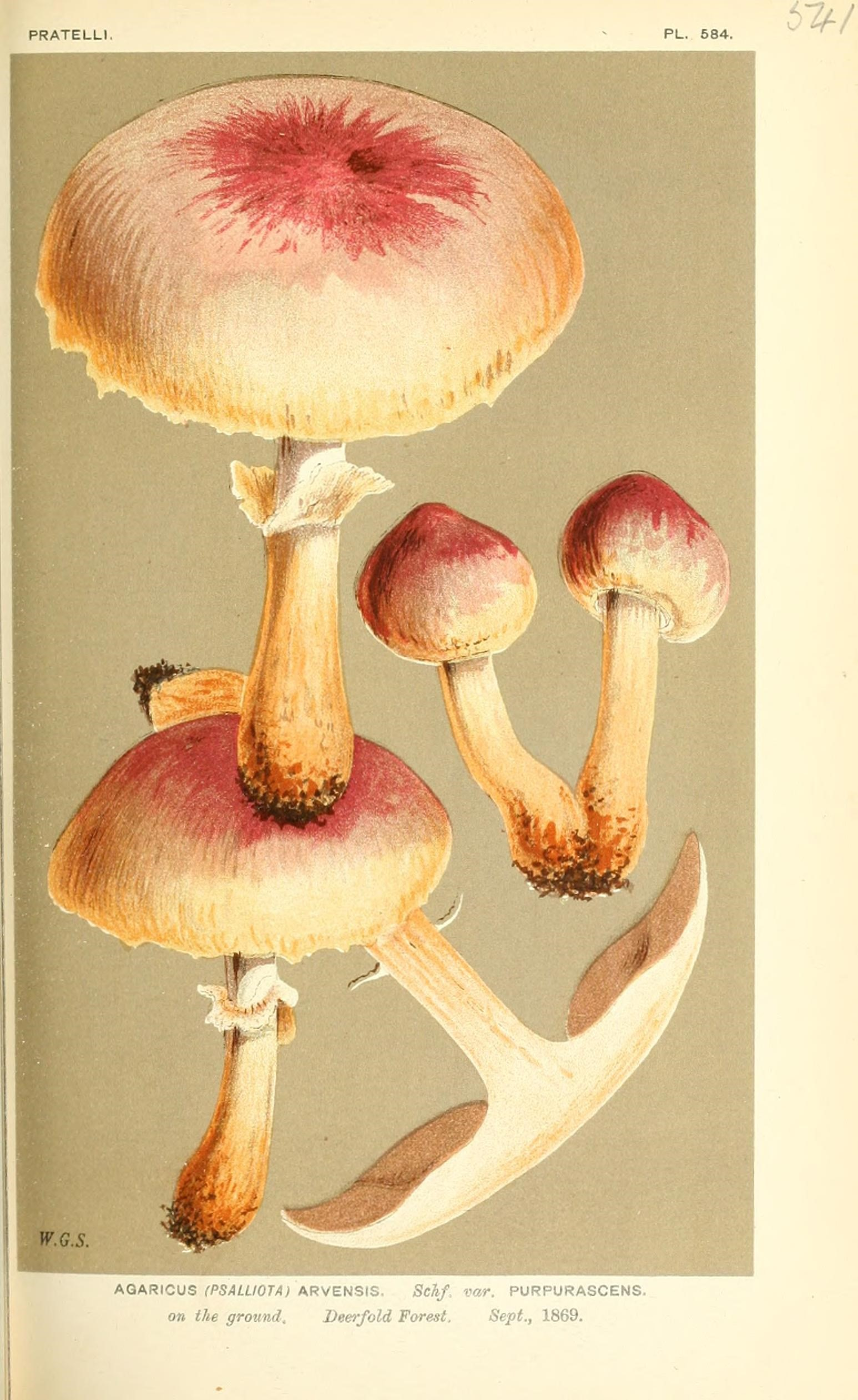

Ehető. 